# Down the Road Wherever
Down the Road Wherever es el noveno álbum de estudio del músico británico Mark Knopfler, publicado por la compañía discográfica Universal Music Group el 16 de noviembre de 2018. El álbum, grabado en los British Grove Studios de Londres, fue publicado en CD, doble LP y en edición deluxe con los dos formatos anteriores más un EP con cuatro temas extra.
El álbum fue anunciado en una nota de prensa que lo definió como una colección de "nuevas canciones de Knopfler moderadamente elegantes e inspiradas en una amplia gama de temas, incluyendo sus primeros días en Deptford con Dire Straits, un fanático del fútbol perdido en una ciudad extraña y la compulsión de un músico que llega a casa a través de la nieve".
Down the Road Wherever contó con la colaboración de Jim Cox y Guy Fletcher en los teclados, Nigel Hitchcock al saxofón, Glenn Worf al bajo y Ian 'Ianto' Thomas en la batería. El primer sencillo, "Good on You Son", fue publicado el 20 de septiembre.

## Lista de canciones
| N.º   | Título                      | Duración |  |
| 1.    | «Trapper Man»               | 6:00     |  |
| 2.    | «Back on the Dance Floor»   | 5:30     |  |
| 3.    | «Nobody's Child»            | 4:16     |  |
| 4.    | «Just a Boy Away from Home» | 5:12     |  |
| 5.    | «When You Leave»            | 4:12     |  |
| 6.    | «Good on You Son»           | 5:37     |  |
| 7.    | «My Bacon Roll»             | 5:35     |  |
| 8.    | «Nobody Does That»          | 5:15     |  |
| 9.    | «Drovers' Road»             | 5:05     |  |
| 10.   | «One Song at a Time»        | 6:17     |  |
| 11.   | «Floating Away»             | 5:02     |  |
| 12.   | «Slow Learner»              | 4:34     |  |
| 13.   | «Heavy Up»                  | 6:00     |  |
| 14.   | «Matchstick Man»            | 2:52     |  |
| 71:27 |                             |          |  |

| Temas extra (edición deluxe) |                           |          |  |
| N.º                          | Título                    | Duración |  |
| 14.                          | «Every Heart in the Room» | 4:30     |  |
| 15.                          | «Rear View Mirror»        | 2:29     |  |
| 16.                          | «Matchstick Man»          | 2:52     |  |
| 78:26                        |                           |          |  |

| 12" LP extra (edición box set) |                    |          |  |
| N.º                            | Título             | Duración |  |
| 1.                             | «Drovers' Road»    | 5:05     |  |
| 2.                             | «Don't Suck Me In» | 5:17     |  |
| 3.                             | «Sky and Water»    | 4:32     |  |
| 4.                             | «Pale Imitation»   | 3:59     |  |
| 18:53                          |                    |          |  |

## Personal
- Mark Knopfler – voz y guitarras.
- Richard Bennett – guitarras.
- Guy Fletcher – teclados.
- Jim Cox – teclados.
- Ian Thomas – batería.
- Glenn Worf – bajo y contrabajo.
- Danny Cummings – percusión.
- Lance Ellington – coros.
- Beverley Skeete – coros.
- Katie Kissoon – coros.
- Kris Drever - coros (en "My Bacon Roll" y "Drover's Road").
- Imelda May - coros (en "Back on the Dance Floor" y "Floating Away").
- Nigel Hitchcock – saxofón tenor.
- Tom Walsh – trompeta.
- Trevor Mires – trombón.
- John McCusker – violín.
- Mike McGoldrick – flauta.
- Robbie McIntosh – guitarra.

## Posición en listas
| País                                | Posición |
| ----------------------------------- | -------- |
| Alemania (Media Control Charts)     | 3        |
| Australia (ARIA)                    | 14       |
| Austria (Ö3 Austria)                | 4        |
| Bélgica (Ultratop flamenca)         | 7        |
| Bélgica (Ultratop valona)           | 10       |
| Canadá (Billboard Canadian Albums)  | 6        |
| Dinamarca (Hitlisten)               | 3        |
| España (PROMUSICAE)                 | 6        |
| Estados Unidos (Billboard 200)      | 15       |
| Finlandia (Suomen Virallinen Lista) | 3        |
| Francia (SNEP)                      | 17       |
| Hungría (MAHASZ)                    | 15       |
| Irlanda (IRMA)                      | 20       |
| Italia (FIMI)                       | 7        |
| Nueva Zelanda (RMNZ)                | 10       |
| Noruega (VG-lista)                  | 1        |
| Países Bajos (Album Top 100)        | 5        |
| Polonia (ZPAV)                      | 7        |
| República Checa (ČNS IFPI)          | 10       |
| Suecia (Sverigetopplistan)          | 2        |
| Suiza (Schweizer Hitparade)         | 1        |
| Reino Unido (UK Albums Chart)       | 17       |